# حدق حلمي
الحَدَق الحَلَمِيّ (بالإنجليزية: Nipplefruit)‏ نوع نباتات حولية من الفصيلة الباذنجانية.